# جواوزينيو (لاعب كرة قدم مواليد 1997)
جواوزينيو هو لاعب كرة قدم برتغالي في مركز الوسط، ولد في 5 فبراير 1997 في غيمارايش في البرتغال. لعب مع AD Fafe ‏.

## وصلات خارجية
- جواوزينيو (لاعب كرة قدم مواليد 1997) على موقع Soccerway.com (الإنجليزية)